# Despotismo
El despotismo (griego: Δεσποτισμός , despotismós) es una forma de gobierno en la que una sola entidad gobierna con poder absoluto. Normalmente, esa entidad es un individuo, el déspota; pero (como en una autocracia) las sociedades que limitan el respeto y el poder a grupos específicos también han sido llamadas despóticas.
El despotismo fue una forma de gobierno que tenían algunas monarquías europeas del siglo XVIII, en las que los reyes, que seguían teniendo poder absoluto, trataron de aplicar medidas ilustradas, es decir, trataron de educar al pueblo. La frase que sintetiza al despotismo ilustrado es «todo por el pueblo, pero sin el pueblo». Coloquialmente, la palabra "déspota" se aplica peyorativamente a aquellos que usan su poder y autoridad para oprimir a su población, súbditos o subordinados. Más específicamente, el término a menudo se aplica a un jefe de Estado o de Gobierno. En este sentido, es similar a las connotaciones peyorativas que se asocian con los términos tirano y dictador.

## Etimología
El diccionario define el despotismo como "el gobierno de un déspota; el ejercicio de la autoridad absoluta".
La raíz déspota proviene de la palabra griega despotes, que significa "amo" o "alguien con poder". En el uso griego antiguo, un despótès era técnicamente un amo que gobernaba en una casa sobre aquellos que eran esclavos o sirvientes por naturaleza. El término se ha utilizado para describir a muchos gobernantes y gobiernos a lo largo de la historia. Connotaba la autoridad absoluta y el poder ejercido por los faraones del Antiguo Egipto, significaba nobleza en las cortes bizantinas, designaba a los gobernantes de los estados vasallos bizantinos y actuaba como título para los emperadores bizantinos. En este y otros contextos de influencia griega, el término se usó como un honorífico más que como un peyorativo.
Debido a su connotación reflexiva a lo largo de la historia, la palabra déspota no puede definirse objetivamente. Aunque déspota está estrechamente relacionado con otras palabras griegas como basileus y autokrator, estas connotaciones también se han utilizado para describir a una variedad de gobernantes y gobiernos a lo largo de la historia, como caciques locales, simples gobernantes, reyes y emperadores.

## La antigua Grecia y el despotismo oriental
De todos los antiguos griegos, Aristóteles fue quizás el promotor más influyente del concepto de despotismo oriental. Pasó esta postura a su alumno, Alejandro Magno, quien conquistó el Imperio aqueménida, que en ese momento estaba gobernado por el despótico Darío III, el último rey de la dinastía aqueménida. Aristóteles afirmó que el despotismo oriental no se basaba en la fuerza, sino en el consentimiento. De ahí que no se pueda decir que el miedo sea su fuerza motivadora, sino la naturaleza servil de los esclavizados, que se alimentaría del poder del amo déspota. Dentro de la sociedad griega antigua, todo hombre griego era libre y capaz de ocupar un cargo; ambos capaces de gobernar y ser gobernados. Por el contrario, entre los bárbaros, todos eran esclavos por naturaleza. Otra diferencia que abrazó Aristóteles se basaba en el clima. Observó que los pueblos de los países fríos, especialmente los de Europa, estaban llenos de espíritu pero deficientes en habilidad e inteligencia, y que los pueblos de Asia, aunque dotados de habilidad e inteligencia, eran deficientes en espíritu y, por lo tanto, estaban sujetos a la esclavitud. Poseyendo espíritu e inteligencia, los griegos eran libres de gobernar a todos los demás pueblos.
Para el historiador Heródoto, era la forma de Oriente ser gobernado por autócratas y, aunque orientales, las faltas de carácter de los déspotas no eran más pronunciadas que las del hombre corriente, aunque tenían muchas más oportunidades de indulgencia. La historia de Creso de Lidia ejemplifica esto. Antes de la expansión de Alejandro en Asia, la mayoría de los griegos se sintieron repelidos por la noción oriental de un rey sol y la ley divina que aceptaban las sociedades orientales. La versión de la historia de Heródoto abogaba por una sociedad en la que los hombres se volvieran libres cuando aceptaban legalmente el contrato social de sus respectivas ciudades-estado.
Edward Gibbon sugirió que el creciente uso del despotismo de estilo oriental por parte de los emperadores romanos fue un factor importante en la caída del Imperio Romano, particularmente desde el reinado de Elagabalus:
Como la atención del nuevo emperador fue desviada por las diversiones más insignificantes, desperdició muchos meses en su lujoso progreso desde Siria a Italia, pasó en Nicomedia su primer invierno después de su victoria y pospuso hasta el verano siguiente su entrada triunfal en la capital. Sin embargo, un cuadro fiel que precedió a su llegada, y que fue colocado por orden inmediata sobre el altar de la Victoria en el Senado, transmitió a los romanos el parecido justo pero indigno de su persona y sus modales. Estaba vestido con sus túnicas sacerdotales de seda y oro, a la manera suelta y fluida de los medos y fenicios; su cabeza estaba cubierta con una alta tiara, sus numerosos collares y brazaletes estaban adornados con gemas de inestimable valor. Tenía las cejas teñidas de negro y las mejillas pintadas de rojo y blanco artificiales. Los senadores serios confesaron con un suspiro que, después de haber experimentado durante mucho tiempo la severa tiranía de sus propios compatriotas, Roma fue finalmente humillada bajo el lujo afeminado del despotismo oriental. (La decadencia y caída del Imperio Romano, Libro Uno, Capítulo Seis)

## El despotismo ilustrado
El despotismo ilustrado pretendía responder a través de sus actos al modelo de «hombre honesto» del siglo XVIII: intelectual, racionalista cultivado, amante de las artes y mecenas de los artistas, e innovador en materia política. Por ello, se rodeaba de auténticos filósofos, como Voltaire o Denis Diderot. 
Los monarcas de esta doctrina, como Carlos III de España, Catalina II de Rusia, Gustavo III de Suecia, José I de Portugal, María Teresa I de Austria y su hijos José II de Austria y Leopoldo II de Austria, Federico II de Prusia y Luis XVI de Francia, contribuyeron al enriquecimiento de la cultura de sus países y adoptaron un discurso paternalista. En algunos casos, fueron inspirados por y delegaron en personajes omnipotentes de su confianza, como en el caso del marqués de Pombal en el Reino de Portugal, de Gaspar Melchor de Jovellanos en España, de Bernardo Tanucci en el Reino de Nápoles o de Guillaume du Tillot en el ducado de Parma.

### Voltaire
Voltaire, el filósofo y escritor francés del Siglo de las Luces, tenía una visión compleja sobre el despotismo, especialmente cuando se lo ilustraba como benevolente o ilustrado. En general, fue escéptico del poder absoluto pero matizado en su aceptación del despotismo ilustrado. Su apoyo era cauteloso y matizado por su compromiso general con la libertad individual y el escepticismo hacia el poder concentrado.
Voltaire era profundamente escéptico y crítico del poder político descontrolado y del gobierno autocrático. Creía que la autoridad absoluta a menudo llevaba a la tiranía y a la opresión. Su famosa frase, "No estoy de acuerdo con lo que dices, pero defenderé hasta la muerte tu derecho a decirlo," subraya su compromiso con las libertades individuales y su oposición al autoritarismo.
A pesar de su escepticismo, Voltaire veía un valor potencial en el "despotismo ilustrado" — un sistema donde un gobernante absoluto usa su poder para llevar a cabo reformas que mejoren la sociedad y promuevan una gobernanza racional. Admiraba a gobernantes como Federico el Grande de Prusia y Catalina la Grande de Rusia, quienes, a pesar de su gobierno autocrático, implementaron reformas progresistas y fomentaron el desarrollo intelectual y cultural.
Para Voltaire, el aspecto pragmático del despotismo ilustrado era que podría llevar a mejoras significativas en la sociedad, incluso si se lograba mediante medios autocráticos. Creía que un gobernante sabio y benevolente podría mitigar algunos de los aspectos negativos del poder absoluto al implementar políticas racionales y justas.
Aunque Voltaire apreciaba las reformas traídas por los déspotas ilustrados, seguía siendo cauteloso con los gobernantes que solo afirmaban ser ilustrados mientras mantenían estructuras opresivas. Fue crítico de las reformas superficiales que no abordaban los problemas fundamentales de justicia política y social.

### Jean-Jacques Rousseau
Tanto Montesquieu como Voltaire representaban la tendencia racionalista de los ilustrados, pero se produjo también una reacción de carácter naturalista, cuyo representante en Francia más destacado fue Jean-Jacques Rousseau. La personalidad ardiente y apasionada de Rousseau le llevó a desdeñar los principios fríos y racionalistas de sus antecesores ilustrados...
Las primeras obras de este pensador que alcanzaron la fama fueron las de carácter social y pedagógico: Nueva Eloísa y Emilio, en las que exponía la virtud de un retorno a la naturaleza, desplegando las naturales cualidades humanas del amor, generosidad y piedad, y abandonando la educación intelectualista por otra basada en los conocimientos físico naturales y artísticos.
Sus opiniones religiosas son menos audaces que las de Voltaire y Diderot, no así sus ideas políticas, que expone en El discurso sobre la desigualdad y en El contrato social. El ser humano, para Rousseau, es naturalmente bueno, pero la civilización lo corrompe. La iniquidad comenzó con el primero que dijo "eso es mío", dando origen a la propiedad, y con ella a esta sociedad. El "Contrato" es un pacto que garantiza la igualdad de la sociedad civil, desigual a causa del primer pacto inocuo. Este contrato social consiste en el pasaje de la sociedad civil a una república, donde la sociedad es al mismo tiempo súbdita y ciudadana. Es ciudadana en el sentido en que constituye la soberanía; es decir, dejando de lado los intereses particulares de cada individuo y apelando a la voluntad general del pueblo. Es entonces que se proclaman leyes generales y se conforma el poder legislativo, poder soberano de esta república. La sociedad es asimismo súbdita, ya que todos tienen la obligación de obedecer estas leyes. Esta doble función de la sociedad apela a la soberanía del pueblo, ya que no hay mayor autonomía que el seguimiento estricto de leyes impuestas por uno mismo. Sin embargo, para el buen ejercicio de estas leyes, es necesario un gobierno que las ejecute. De esta necesidad nace el poder ejecutivo, que se somete al poder legislativo (es decir, al pueblo), y actúa en sintonía a estas leyes. Rousseau no explicita la mejor forma de gobierno, simplemente afirma que este debe ser inversamente proporcional al tamaño de la población. Es decir, democracias para estados pequeños, aristocracias para estados intermedios, y monarquías para los grandes estados.

## Despotismo ilustrado en Europa
Durante este período numerosos soberanos de Europa, motivados por el modelo del rey-filósofo del que hablaban Voltaire, Rousseau y otros pensadores, defendieron esta forma de gobierno. Entre los déspotas ilustrados más importantes del periodo están Carlos III "El político", José I de Portugal “El Reformador”, Federico II el Grande de Prusia y Catalina II de Rusia “La Grande”. Todos ellos intentaron desarrollar algún tipo de reformas en distintas áreas (educación, justicia, agricultura, libertad de prensa o tolerancia religiosa relacionada).

## Reformas ilustradas
Aunque las medidas tomadas por los monarcas significaron un avance, sus gobiernos continuaron siendo en cierto modo absolutistas, y el descontento del pueblo era evidente, por lo que se amotinaron en más de una ocasión en contra de su rey, como le ocurrió a Carlos III.

## Contraste con la monarquía absoluta
Según Montesquieu, la diferencia entre monarquía absoluta y despotismo es que en el caso de la monarquía, una sola persona gobierna con poder absoluto mediante leyes fijas y establecidas, mientras que un déspota gobierna por su propia voluntad y capricho.